# Final Fantasy VIII
Final Fantasy VIII (ファイナルファンタジーVIII, Fainaru Fantajī Eito) é um jogo eletrônico de RPG desenvolvido e publicado pela SquareSoft em 1999, sendo o oitavo título principal da série Final Fantasy. O jogo foi o segundo da franquia a utilizar gráficos tridimensionais e o primeiro a consistentemente empregar personagens de proporções realistas, também introduzindo um novo sistema de mágica que removia a tradicional conjuração com pontos de magia. A história se passa em um mundo que mistura elementos de fantasia e ficção científica, seguindo um grupo de jovens mercenários liderados por Squall Leonhart e que trabalham para uma organização chamada SeeD. Eles inicialmente viajam por países diferentes perseguindo a feiticeira Edea, porém logo devem impedir que o futuro seja comprimido no tempo no chamado Ultimecia.
O desenvolvimento de Final Fantasy VIII começou em 1997, sendo dirigido por Yoshinori Kitase e produzido por Shinji Hashimoto. A trilha sonora original foi composta pelo veterano da franquia Nobuo Uematsu, sendo a primeira a empregar uma canção com letras: "Eyes on Me", interpretada por Faye Wong. O jogo foi bem recebido pela crítica, que elogiaram sua originalidade e escopo. Ele também foi um grande sucesso comercial, arrecadando cinquenta milhões de dólares em apenas treze semanas e se tornando o Final Fantasy mais rapidamente vendido da história até o lançamento de Final Fantasy XIII em 2009. Mundialmente, VIII já vendeu mais de 8,15 milhões de cópias.

## Jogabilidade
À semelhança dos seus antecessores, em Final Fantasy VIII toma-se o controle de um grupo de personagens que poderão se deslocar livremente pelos cenários, como cidades e o próprio mundo. Em determinadas áreas, o jogador se deparará aleatoriamente com batalhas, onde terá de defrontar um ou mais inimigos. Ao decorrer do jogo, o encontro com inimigos pode ser impedido através do uso da Habilidade "EncNone" pertencente ao GF Diablo.

### Deslocamento nos cenários
À semelhança do capítulo anterior, Final Fantasy VII, os cenários são pré-renderizados, implicando o uso de um motor gráfico diferente do original e processado pela máquina (usado para modelar os personagens e objectos com que se interage). A principal diferença neste sector reside no facto de, pela primeira vez na série, estarem visíveis todos os membros da equipa, ao invés apenas do personagem principal (ou o primeiro membro). Recorrendo somente às teclas direccionais ou ao Analógico Esquerdo, é possível andar e correr livremente pelos cenários.
Ao contrário dos RPG tradicionais onde se obtém dinheiro através de batalhas ou exclusivamente da venda dos drops, no FF VIII é possível obter dinheiro apenas se deslocando (andando) pelo mapa após um número específico de passos (24300 passos), onde o personagem recebe um salário que varia em função de um factor: o seu nível SeeD.

### Batalha

Uma batalha em Final Fantasy VIII.

Uma vez desencadeada uma batalha, o mecanismo de controlo dos personagens é completamente remodelado, não sendo controláveis directamente, mas sim por intermédio de comandos específicos, como atacar e executar magias. Esta é, porém, a premissa base de muitos videojogos do género, estruturada por turnos, onde a cada um pode corresponder uma acção de um personagem.

#### Limit Breaks
Os personagens de Final Fantasy VIII utilizam ataques especiais chamados de "Limit Breaks", como em Final Fantasy VII. Embora o Limit Breaks no Final Fantasy VII são desencadeados após o jogador ter recebido dano suficiente, em Final Fantasy VIII a disponibilidade de Limit Breaks depende se o estágio atual de saúde do personagem estiver em risco, sendo possível utilizar a opção Limit Break. A magia "spell Aura" aumenta a probabilidade dos Limit Breaks seja exibido independentemente de um personagem estiver a utilizar hits de pontos restante, enquanto vários estados podem prevenir enfermidades no Limit Breaks. Eles são semelhantes ao "Desperation Attacks" de Final Fantasy VI, em que são aleatoriamente desencadeados quando um personagem está à beira da morte.
Final Fantasy VIII também introduziu elementos interativos para complementar os Limit Break com animações. Estas sequências interativas, que variam entre personagem, arma, e a gama de Limit Break, são selecionadas aleatoriamente com magias e feitiços de precisão cronometrados pelos botões do controle. Concluir com sucesso uma sequência interativa aumenta o resultado de ataque com grande potência.

## Equipamentos e sistema de habilidades

### Junction
Não existem armaduras, escudos ou uma infinidade de armas, apesar de haver a possibilidade de se trocar de armas em menores quantidades. Ao invés de armaduras, são usadas junções (Junctions) entre GFs (Guardian Forces) e magias (magics). Para que se possa invocar os GFs, deve-se criar a junção do personagem com a desejada Guardian Force; por outro lado as magias são usadas como junção para aumentar atributos (Health Points, Strength, Evade, Status & Elemental Defense, etc).
Algumas magias, como Ultima e Apocalypse, ganham grande destaque pelo grande impulso que dão aos atributos.
Diferentemente de todos os jogos da série até então, as magias e invocações não se baseiam em MP (Magic Points). No caso das magias há três maneiras de aquisição: o comando Draw, usado em batalhas, Draw Points ou refinaria. Cada personagem pode armazenar até 100 unidades de cada tipo diferente de magia. No caso dos GFs, há várias maneiras de consegui-los, mas em geral são encontrados durante batalhas com certos tipos de inimigos.

### Guardian Forces
Guardian Forces ou GF's são espíritos ou divindades com poderes que podem ser atribuídos a elementos da natureza ou a magias do próprio jogo, sendo controlados por personagens durante a saga de Final Fantasy VIII.
As Guardian Forces são usadas apenas em batalhas, tendo pouca participação direta no enredo de Final Fantasy VIII. Salvo o caso de Odin, Guardian Force que no final do 3° disco do jogo ataca Seifer, inimigo de Squall (personagem principal), e acaba sendo destruído. Mas após a destruição de Odin, surge Gilgamesh, que havia aparecido como um dos principais inimigos em Final Fantasy V. Ao contrário do que se pensa, Gilgamesh não é outra forma de Odin.
Os elementos devem ser levados em conta durante uma batalha envolvendo GF's. Alguns deles, como Shiva, Ifrit e Quezacotl são ligados respectivamente a gelo, fogo e trovão. Ainda existem outros GF's elementais, como Pandemona (ar) e Brothers (terra); e outros vinculados a magias, como Diablo (demi), Siren (silence) e Alexander (holy).
Alguns GF's podem aprender a habilidade Boost, onde o jogador deve segurar o botão select do controle e apertar diversas vezes o botão quadrado, elevando assim o poder do golpe desferido pelo GF.
Existem cartas dos GF's, que são muito raras e poderosas, sendo conseguidas ou por trocas em eventos paralelos à trama principal ou derrotando o próprio GF.
Os GF's ainda são presentes em outros jogos da série, como em Final Fantasy X.
Não são necessários pontos ou energia para invocá-los, basta equipá-los. Quando se seleciona o comando GF, deve-se esperar a barra de invocação esvaziar-se. Quanto maior a compatibilidade com o Guardian Force, menor o tempo de espera para que a invocação seja efetuada por completo. Para adquirir compatibilidade deve-se equipá-los e usá-los por determinado tempo: mais uso, maior compatibilidade. Os GFs também contam com seus próprios pontos de vida (HP), e toda vez que atingido durante a invocação, o GF perde Health Points.

## Sinopse

### Mundo
A Balamb Garden foi fundada há 12 anos, seguida das gardens de Galbadia e Trabia. Cada garden tem um administrador chamado Master e um diretor. O diretor de Balamb, Cid, é também seu fundador.
Estudantes de 15 anos ou mais podem participar dos exames escritos e missões de campo. Eles precisam ser aprovados nos dois para entrar na SeeD. Os membros da SeeD são pagos pela Garden de acordo com seus ranks. Dentro da Garden seus status não são diferentes dos demais estudantes. Os SeeD conduzem missões em todo o mundo. Muitas missões envolvem apoio em batalha e trabalhos encobertos. SeeD são altamente requisitados por grupos que desejam o trabalho de especialistas. As operações de batalha dos SeeD são notáveis pela suas habilidades no uso da para-magia. A Balamb Garden pesquisa o uso conjunto dos GF's com a para-magia. Para isso, os SeeD da Balamb Garden dominam as mais poderosas formas dessa habilidade.
Os SeeDs são, aparentemente, mercenários especializados em combate e originados em Balamb Garden. Durante a trama, porém, se descobre que a comunidade foi desenvolvida para confrontar o poder da feiticeira, criada por Cid e Edea - que desenvolveu o conceito que deu origem a ambos Balamb Garden e SeeD (ironicamente, Edea viria a se tornar uma feiticeira). Futuramente também é revelado que devido à sua antiga estrutura, Balamb Garden pode mover-se, inclusive sobre a água e terra.

### Personagens
- Squall Leonhart, especialista em GunBlade
- Quistis Trepe, instrutora SeeD.
- Zell Dincht, Lutador e SeeD. Vive com seus pais adotivos em Balamb.
- Selphie Tilmitt, SeeD, natural de Trabia Garden.
- Rinoa Heartilly, integrante e líder dos Forest Owls.
- Irvine Kinneas, atirador de elite da Galbadia Garden.
- Edea (Matron), feiticeira e idealizadora dos SeeDs. Fundou Balamb Garden.
- Headmaster Cid, Diretor e Fundador dos SeeDs e Balamb Garden, juntamente com Edea.
- Norg, shumi que garantiu fundos para que Cid pudesse erguer Balamb Garden.
- Seifer Almasy, rival de Squall desde criança. Também utiliza Gunblades.
- Fujin, de poucas palavras, companheira de Raijin (irmão) e Seifer.
- Raijin, sempre junto de Fujin (irmã) e Seifer.
- Feiticeira Adel, foi congelada e enviada ao espaço para evitar que seu enorme poder despertasse novamente.
- Ultimecia, feiticeira do futuro que tenta dominar o presente possuindo o corpo das feiticeiras deste tempo.

### Enredo
Great Hyne é o Criador da humanidade e acredita-se ser o primeiro feiticeiro. Chamar uma feiticeira(o) de Descendente de Hyne demonstra grande respeito.
A lenda conta que Great Hyne criou as pessoas. Foram dados as feiticeiras(os) um fragmento do próprio poder de Hyne. É difícil determinar quantas feiticeiras(os) existem hoje, pois muitas mantêm seus poderes escondidos. Entretanto, acredita-se que elas/eles evitam desperdiçar seus poderes.
Os poderes das feiticeiras(os) são passados através da história pelo processo da incorporação. Qualquer pessoa que tenha a capacidade de incorporar seu poder.
A introdução ao jogo em é dada a partir de uma animação em CG, com elementos de um teaser. Esta animação atua (apesar de não estar completamente explícito) como uma sinopse do enredo. Também é feita a apresentação crua à história que se dá início logo após a animação, que mostra uma batalha entre o protagonista Squall Leonhart e Seifer Almasy. Posteriormente é revelado que a batalha travada entre os dois fazia parte de um treinamento para o teste SeeD.
O jogo se passa num cenário futurista com pequenos traços medievais. As Eras são dividas de acordo com a feiticeira de cada época. Narra-se a passagem dos poderes da feiticeira Edea para Rinoa Heartilly, e as tentativas de feiticeira Ultimecia, do futuro, de comprimir o tempo e dominar o presente utilizando os poderes da feiticeira Adel, que permanecia congelada e aprisionada numa base espacial. A história se inicia com a sucessão da batalha entre os estudantes do Balamb Garden, Seifer e Squall. Squall é um rapaz de passado misterioso cuja relação com a instrutora Quistis e Seifer é inicialmente desconhecida. Ele é aspirante a SeeD, e durante suas missões adquire experiência e conhece seus companheiros.
Frequentemente os personagens sonham com um acontecimento passado que futuramente vem ao seu conhecimento, sendo conexões causadas por uma garota chamada Ellone. A trama se desenvolve em torno de armações políticas e magia, mesclada com a personalidade e passado dos personagens que vão sendo revelados durante o jogo.

## Desenvolvimento
O desenvolvimento de Final Fantasy VIII começou em 1997 durante a localização da versão americana de Final Fantasy VII. Como acontece com grande parte da produção desde Final Fantasy VII o veterano e criador da série Hironobu Sakaguchi serviu como o produtor executivo, o qual estava focado trabalhando no desenvolvimento do filme Final Fantasy: The Spirits Within, deixando a produção e direção do projeto Final Fantasy VIII nas mãos de Yoshinori Kitase. Shinji Hashimoto foi designado para ser o produtor no lugar de Sakaguchi.
Desde o início, Kitase queria uma temática que combinasse fantasia e realismo. Para este fim, ele pretendia incluir um elenco de personagens que parecessem ser pessoas comuns. O diretor e character designer Tetsuya Nomura e o diretor de arte e batalha visual Yusuke Naora se esforçaram para conseguir manter essa impressão mediante a inclusão de personagens realistas, proporcionado um fim ao estilo dos personagens super deformed utilizados em desenhos nos títulos anteriores. Além disso, Naora tentou aumentar o realismo do mundo através de uma iluminação predominantemente com efeitos e sombras distribuídas conforme o caso. Outras medidas incluídas em execução foram as viagens de carros e da utilização de tecnologia motion capture para dar ao jogo personagens com movimentos reais no jogo e nas sequências das cenas em computação gráfica.
O escritor Kazushige Nojima manifestou que a dinâmica esperada para os jogadores era de se envolvessem no relacionamento do protagonista, sendo este um desafio muito importante para ele. Tanto Final Fantasy VII como Final Fantasy VIII teve características reservadas, protagonistas calmos, sob a forma de Cloud Strife e Squall. Em Final Fantasy VIII, no entanto, Nojima trabalhou para dar aos jogadores instintos reais sobre o que o personagem estava pensando, algo como o contraste direto com a movimentação de Final Fantasy VII, que incentivava o jogador a especular. Esta abordagem sobre Final Fantasy VIII é refletida pelo uso frequente de diálogos que têm lugar apenas na mente de Squall, permitindo que o jogador leia o seu pensamento e compreenda o que ele está pensando ou sentindo mesmo quando ele mantém esses pensamentos para si mesmo.
Em 1999, o salão de baile de dança de Final Fantasy VIII foi caracterizado como uma demonstração técnica do poderio gráfico do PlayStation 2. Em 2000, foi lançada uma versão para PC Windows. Esta versão apresentava gráficos suaves, áudios melhorados, bem como a inclusão do Chocobo World, um minigame estrelando Boko, um Chocobo em destaque de uma das side-quests em Final Fantasy VIII. Para a maioria dos jogadores norte americanos e europeus, a versão do jogo para PC foi a única forma de jogar no Chocobo World, sendo que esse minigame foi originalmente concebido para ser jogado através do PocketStation, um console portátil da Sony que nunca foi lançado fora do Japão.

### Música
- O compositor regular da série Nobuo Uematsu escreveu e dirigiu a trilha sonora de Final Fantasy VIII, que foi lançado em quatro discos compactos pela DigiCube no Japão, e pela Square EA na América do Norte. Além disso, um regime especial de músicas selecionadas do jogo orquestradas por Shiro Hamaguchi, foi liberado sob o título  de "FITHOS LUSEC WECOS VINOSEC", e uma coleção de arranjos em piano realizado por Shinko Ogata foi lançada com o título de "Piano Collections: Final Fantasy VIII".
- Esse jogo foi também o primeiro a receber uma música cantada, lançada como single no Japão para divulgar o jogo, "Eyes on me", cantada por Faye Wong, e que também foi a primeira música de um jogo a entrar nas paradas e ser premiada. A partir de então, músicas cantadas apareceram nas sequencias da série. Mesmo assim, vale frisar que seu antecessor já apresentava uma música com apoio vocal. Mesmo em Final Fantasy VI já havia a tentativa de inclusão de uma ópera inteira produzida com músicas de sintetizador - sendo inclusive composta uma letra para a ópera.
- As músicas "Liberi Fatali", e "Eyes On me" se tornaram duas das canções mais conhecidas da série. A última canção foi lançada em um CD single no Japão e vendeu mais de 400.000 exemplares, estabelecendo o recorde de música de vídeo game mais vendido em disco lançado naquele país. "Liberi Fatali" foi tocada durante as Olimpíadas 2004 em Atenas durante o evento de nado sincronizado feminino.

## Recepção
Final Fantasy VIII recebeu comentários muito positivos pelos críticos e foi bem sucedido comercialmente. Dentro de dois dias em seu lançamento norte-americano, em 9 de setembro de 1999, Final Fantasy VIII tornou-se o início de vendas do mercado de jogos nos Estados Unidos, uma posição que detinha mais de três semanas, extrapolando um total de mais de US$ 50 milhões dólares nas treze semanas seguintes. No Japão, vendeu cerca de 2,5 milhões de unidades nos primeiros quatro dias de lançamento, batendo recorde. Mais de seis milhões de unidades foram vendidas no total até o final do ano de 1999. Em 31 de março de 2003, o jogo tinha enviado 8,15 milhões de cópias por todo o mundo, sendo  3,7 milhões transferidas para 4,45 milhões de estrangeiros no Japão. O jogo foi votado pelos leitores da revista japonesa Famitsu como o 22ª melhor jogo de todos os tempos em 2006.
As críticas sobre a jogabilidade foram mistas. O site IGN afirmou que o aspecto mais fraco do jogo centrava na evocação dos Guardian Force: apesar de demonstrar sequências de ataques "incrivelmente cinematográficas", acabavam por tornarem-se tediosas. Além disso, consideraram que o sistema de batalha era intensamente complicado, ainda que pareça bastante inovador tornava-se muito confuso até mesmo para os que são "fanáticas por RPGs". A revista oficial PlayStation Magazine afirma que o sistema de Junção é uma falha importante devido à lotação de feitiços repetitivos; enquanto que a revista Edge do Reino Unido comentou que o sistema de batalha era consiste e ao mesmo tempo "desconcertante", pois havia uma amálgama de opções intrincadas e técnicas que "a maioria dos jogadores não iria usar". A GameSpot elogiou o sistema de batalha do jogo, comentando que as "possibilidades de personalização [com o sistema de junção] são imensas".
Em geral, Final Fantasy VIII foi comparado favoravelmente aos seus antecessores. A Gaming Age citou o enredo e os gráficos como duas importantes melhorias comparado-os com Final Fantasy VII, embora tenha considerado as músicas "dificilmente atrasadas". Apesar de questionar o jogo pela falta de vozes das suas personagens, a Game Revolution elogiou a sua história e a sua conclusão. A Edge marcou Final Fantasy VIII como "um jogo mais comprido que FFVII". Por outro lado, a revista também achava que a duração do jogo deixou a sua história incapaz de "oferecer consistentemente um forte diálogo". Além disso, ela encontrou algumas erros no enredo "... não adequadamente manipulados e preparados", deixando-o "difícil não cumprimentar tais momentos... mas nada com indiferença". Globalmente, a Edge considerou Final Fantasy VIII ser "mais um jogo excelente feito pela Squaresoft que nos leva a Fantasia Final", resumindo-a como "esteticamente surpreendente, raramente menos atraente, e quase sem um vilão consistente durante a execução do jogo". A Electronic Gaming Monthly ofereceu observações semelhantes, afirmando que o desenvolvimento das personagens no jogo é empolgante e que "é o melhor RPG de todos os tempos" e que "Final Fantasy VIII é o auge no seu género". A cena de introdução de Final Fantasy VIII foi classificada em segundo lugar pela Game Informer entre a lista dos "Top 10 Video Game Openings".